# Riedeliops borneoensis
Riedeliops borneoensis es una especie de coleóptero de la familia Attelabidae.

## Distribución geográfica
Habita en Sabah (Malasia).